# Leichtathletik-Europameisterschaften 1998/Dreisprung der Männer

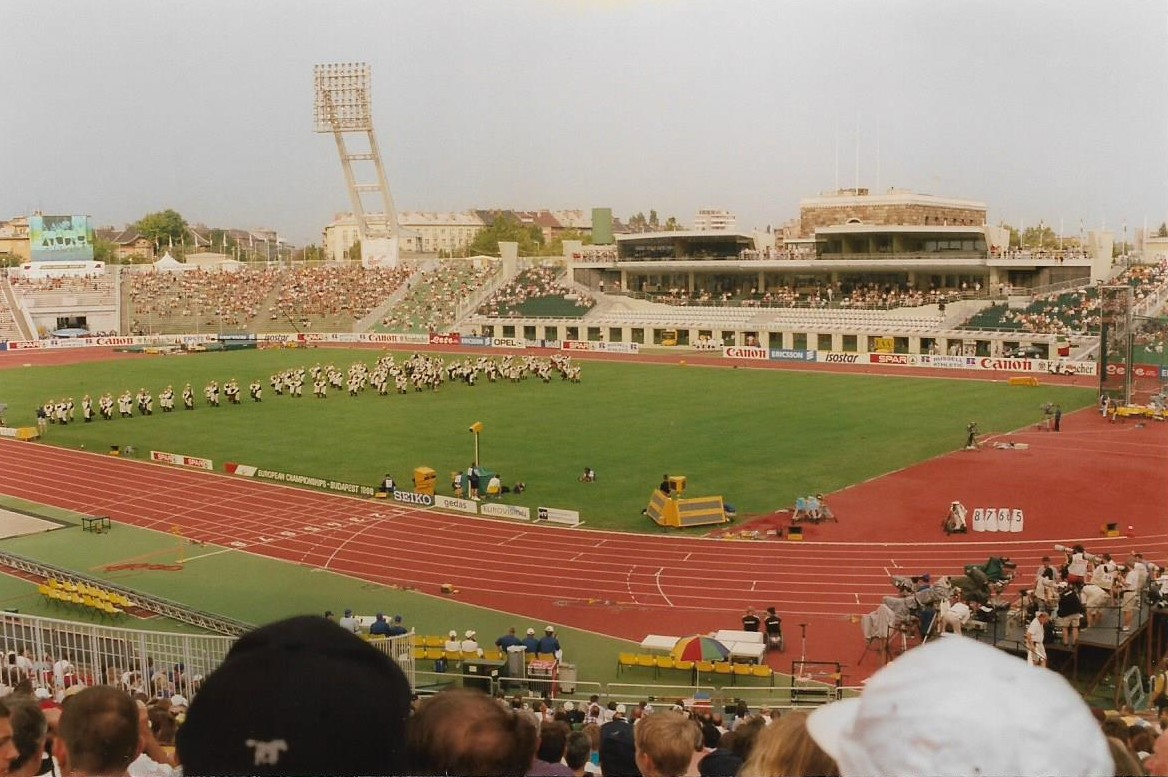
Das Népstadion von Budapest im Jahr 1998

Der Dreisprung der Männer bei den Leichtathletik-Europameisterschaften 1998 wurde am 22. und 23. August 1998 im Népstadion der ungarischen Hauptstadt Budapest ausgetragen.
Europameister wurde der britische Olympiazweite von 1996, Weltmeister von 1995, Vizeweltmeister von 1997 und Weltrekordinhaber Jonathan Edwards. Den zweiten Platz belegte der russische Titelverteidiger Denis Kapustin. Bronze ging an den Bulgaren Rostislaw Dimitrow.

## Rekorde

### Bestehende Rekorde
| Weltrekord           | 18,29 m | Jonathan Edwards | Göteborg, Schweden    | 7. August 1995  |
| Europarekord         | 18,29 m | Jonathan Edwards | Göteborg, Schweden    | 7. August 1995  |
| Meisterschaftsrekord | 17,74 m | Leonid Woloschin | EM Split, Jugoslawien | 30. August 1990 |

### Rekordverbesserungen
Der britische Europameister Jonathan Edwards verbesserte den bestehenden EM-Rekord im Finale am 23. August zweimal:
- 17,84 m – erster Versuch
- 17,99 m – sechster Versuch

## Windbedingungen
In den folgenden Ergebnisübersichten sind die Windbedingungen zu den jeweils besten Sprüngen benannt. Der erlaubte Grenzwert liegt bei zwei Metern pro Sekunde. Bei stärkerer Windunterstützung wird die Weite für den Wettkampf gewertet, findet jedoch keinen Eingang in Rekord- und Bestenlisten.

## Legende
Kurze Übersicht zur Bedeutung der Symbolik – so üblicherweise auch in sonstigen Veröffentlichungen verwendet:
| NM  | keine Weite (no mark)                                  |
| ogV | ohne gültigen Versuch                                  |
| w   | Windunterstützung über dem zulässigen Wert von 2,0 m/s |
| –   | ausgelassen                                            |
| x   | ungültig                                               |

## Qualifikation
22. August 1998
32 Wettbewerber traten in zwei Gruppen zur Qualifikationsrunde an. Drei von ihnen (hellblau unterlegt) übertrafen die Qualifikationsweite für den direkten Finaleinzug von 16,90 m. Damit war die Mindestzahl von zwölf Finalteilnehmern nicht erreicht. Das Finalfeld wurde mit den neun nächstplatzierten Sportlern (hellgrün unterlegt) auf zwölf Werfer aufgefüllt. So reichten für die Finalteilnahme schließlich 16,50;m.

### Gruppe A

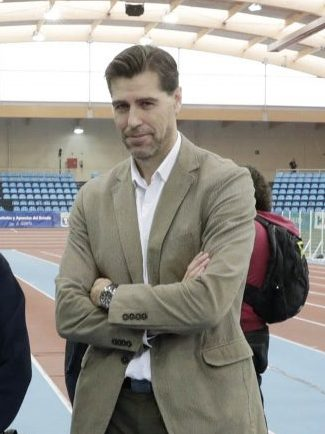
16,49 m reichten Raúl Chapado nicht für die Finalteilnahme
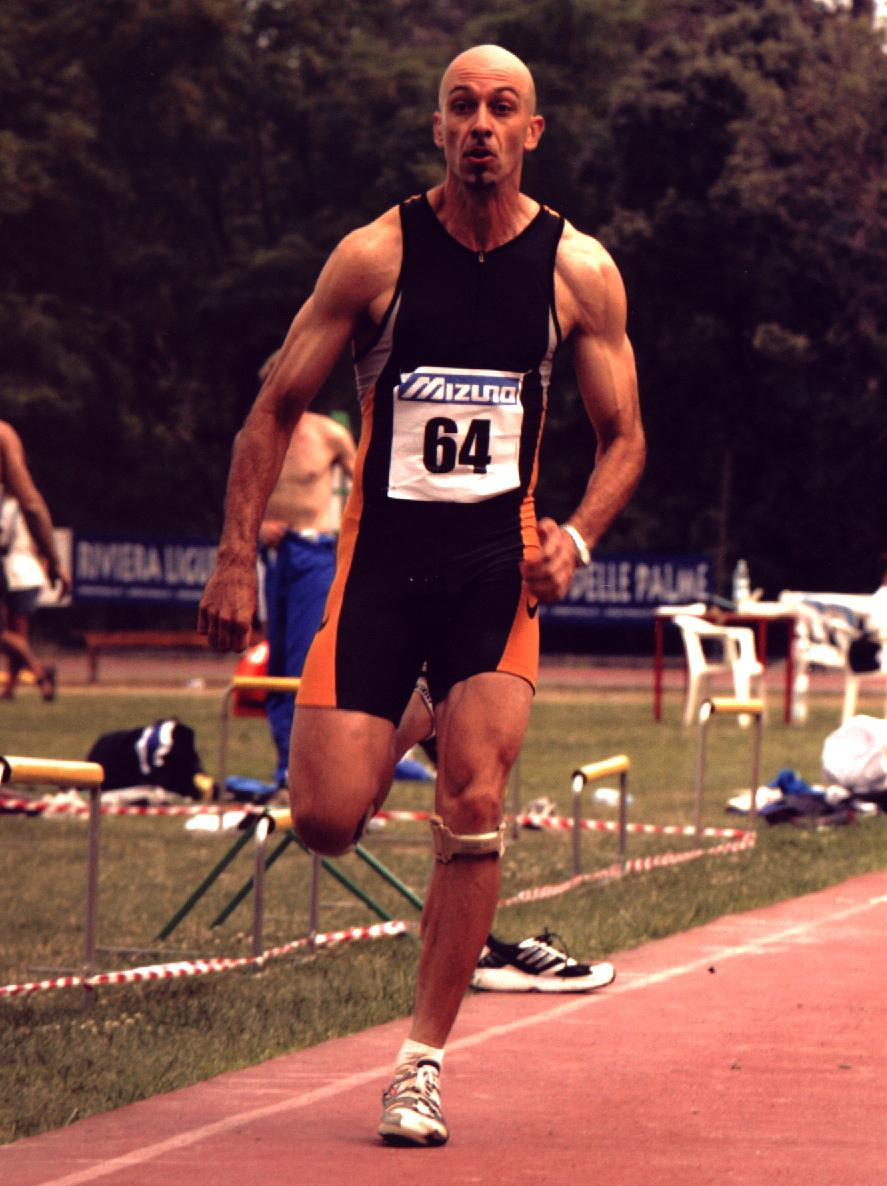
Avi Tayari schied mit 16,29 m in der Qualifikation aus

| Platz | Name                | Nation         | Weite (m) | Wind (m/s) |
| ----- | ------------------- | -------------- | --------- | ---------- |
| 1     | Aljaksandr Hlawazki | Belarus        | 17,10     | −1,0       |
| 2     | Jonathan Edwards    | Großbritannien | 16,97     | +0,1       |
| 3     | Wassili Sokow       | Russland       | 16,82     | −1,6       |
| 4     | Zoran Đurđević      | BR Jugoslawien | 16,69     | −0,8       |
| 5     | Zsolt Czingler      | Ungarn         | 16,69     | −0,7       |
| 6     | Hrvoje Verzi        | Deutschland    | 16,54     | −1,2       |
| 7     | Johan Meriluoto     | Finnland       | 16,50     | ±0,0       |
| 8     | Raúl Chapado        | Spanien        | 16,49     | +0,4       |
| 9     | Audrius Raizgys     | Litauen        | 16,39     | −0,9       |
| 10    | Jurij Ossypenko     | Ukraine        | 16,34     | −0,2       |
| 11    | Avi Tayari          | Israel         | 16,26     | −0,1       |
| 12    | Igor Gawrilenko     | Russland       | 16,12     | −1,2       |
| 13    | Christos Meletoglou | Griechenland   | 16,10     | −0,5       |
| 14    | Csaba Boros         | Rumänien       | 15,91     | −0,1       |
| 15    | Nikolay Raev        | Bulgarien      | 15,54     | −0,4       |
| NM    | Eduardo Pérez       | Spanien        | ogV       | ogV        |

### Gruppe B

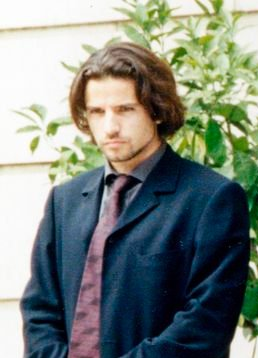
Yago Lamela blieb in der Qualifikation ohne gültigen Versuch

| Platz | Name               | Nation         | Weite (m) | Wind (m/s) |
| ----- | ------------------ | -------------- | --------- | ---------- |
| 1     | Charles Friedek    | Deutschland    | 17,10     | +0,9       |
| 2     | Rogel Nachum       | Israel         | 16,87     | −0,2       |
| 3     | Denis Kapustin     | Russland       | 16,79     | −0,9       |
| 4     | Rostislaw Dimitrow | Bulgarien      | 16,78     | +0,7       |
| 5     | Ketill Hanstveit   | Norwegen       | 16,55     | +0,2       |
| 6     | Armen Martirosjan  | Armenien       | 16,33     | −1,2       |
| 7     | Julian Golley      | Großbritannien | 16,32     | −0,3       |
| 8     | Paolo Camossi      | Italien        | 16,24     | −0,2       |
| 9     | Colomba Fofana     | Frankreich     | 16,16     | +0,9       |
| 10    | Onochie Achike     | Großbritannien | 16,13     | −1,2       |
| 11    | Jiří Kuntoš        | Tschechien     | 16,13     | −0,2       |
| 12    | Witalij Kolpakow   | Ukraine        | 15,69     | +0,7       |
| 13    | Stamátios Lénis    | Griechenland   | 15,42     | −1,1       |
| 14    | Alen Topolovcan    | Slowenien      | 14,65     | −1,7       |
| NM    | Yago Lamela        | Spanien        | ogV       | ogV        |
| NM    | Galin Georgiew     | Bulgarien      | ogV       | ogV        |

## Finale
23. August 1998
| Platz | Name                | Nation         | Resultat (m) | Wind (m/s) | 1. Versuch (m) | 2. Versuch (m) | 3. Versuch (m) | 4. Versuch (m)                           | 5. Versuch (m)                           | 6. Versuch (m)                           |
| 1     | Jonathan Edwards    | Großbritannien | 17,99 CR     | +0,5       | 17,84 CR       | 17,53          | –              | –                                        | –                                        | 17,99 CR                                 |
| 2     | Denis Kapustin      | Russland       | 17,45000     | +1,4       | 17,13000       | 17,22          | 17,45          | –                                        | 16,90                                    | x000                                     |
| 3     | Rostislaw Dimitrow  | Bulgarien      | 17,26 w0     | +2,1       | 17,26000       | x              | x              | x                                        | x                                        | x000                                     |
| 4     | Aljaksandr Hlawazki | Belarus        | 17,22000     | +1,5       | 16,56000       | 16,93          | 17,22          | x                                        | 16,77                                    | x000                                     |
| 5     | Wassili Sokow       | Russland       | 17,16 w0     | +2,4       | x000           | 16,48          | 17,16          | 16,77                                    | x                                        | 16,15000                                 |
| 6     | Charles Friedek     | Deutschland    | 17,04000     | −0,3       | x000           | 16,94          | 16,92          | x                                        | 17,04                                    | 16,98000                                 |
| 7     | Zsolt Czingler      | Ungarn         | 17,03000     | +0,5       | 16,45 000      | 16,20          | 17,03          | x                                        | 16,75                                    | x000                                     |
| 8     | Rogel Nachum        | Israel         | 16,99000     | +0,8       | 16,99000       | x              | 16,74          | x                                        | 16,62                                    | x000                                     |
| 9     | Johan Meriluoto     | Finnland       | 16,84000     | +1,3       | 16,73000       | 16,84          | 15,58          | nicht im Finale der besten acht Springer | nicht im Finale der besten acht Springer | nicht im Finale der besten acht Springer |
| 10    | Zoran Đurđević      | BR Jugoslawien | 16,83 w0     | +2,7       | 16,83000       | 16,66          | 16,48          | nicht im Finale der besten acht Springer | nicht im Finale der besten acht Springer | nicht im Finale der besten acht Springer |
| 11    | Hrvoje Verzi        | Deutschland    | 16,67000     | +0,2       | x000           | 16,62          | 16,67          | nicht im Finale der besten acht Springer | nicht im Finale der besten acht Springer | nicht im Finale der besten acht Springer |
| 12    | Ketill Hanstveit    | Norwegen       | 16,58000     | +0,1       | 16,43000       | 16,53          | 16,58          | nicht im Finale der besten acht Springer | nicht im Finale der besten acht Springer | nicht im Finale der besten acht Springer |

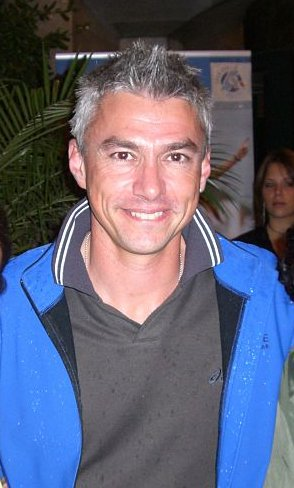
Nur ein Zentimeter fehlte Europameister Jonathan Edwards an der 18-Meter-Marke
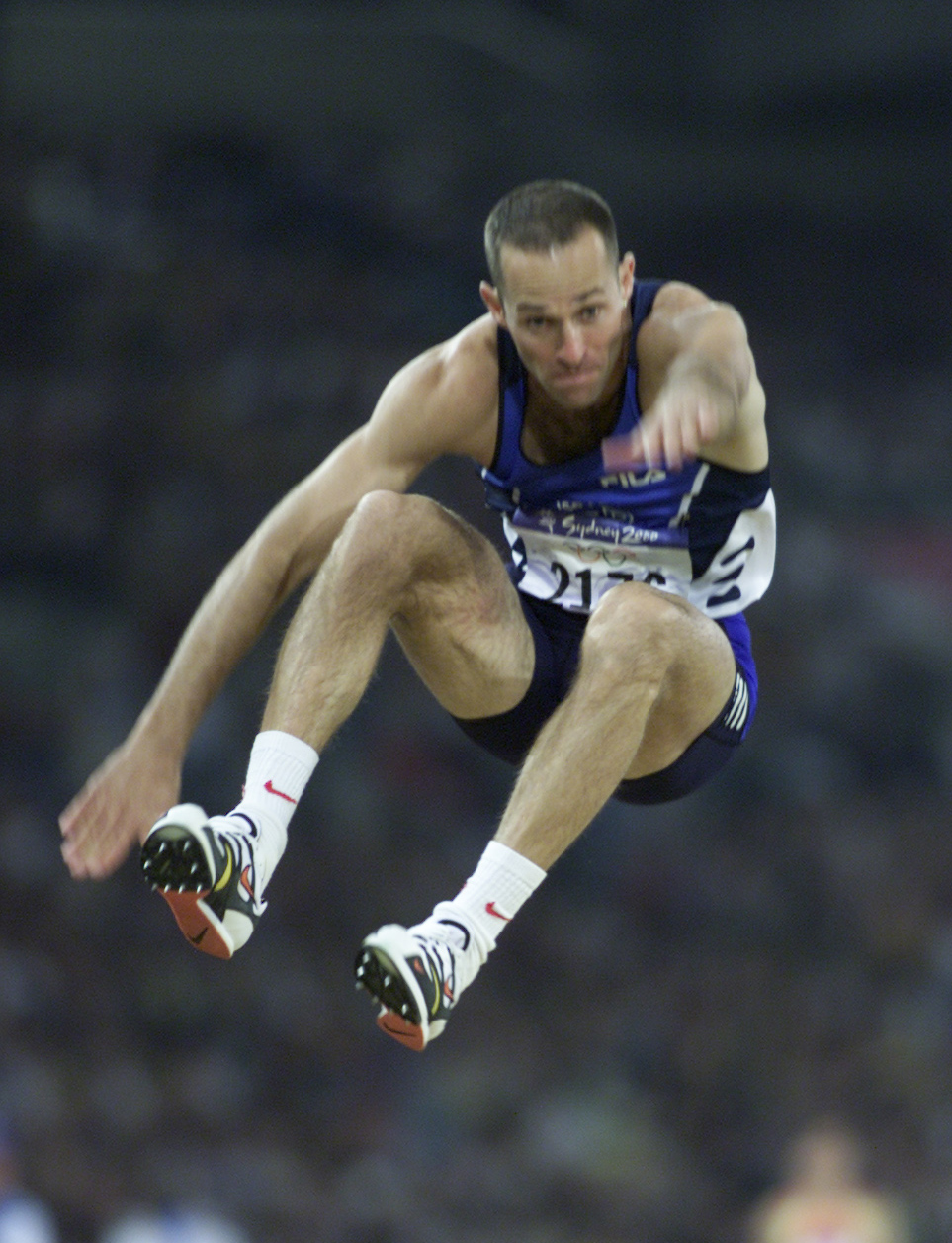
Rogel Nachum erreichte Rang acht
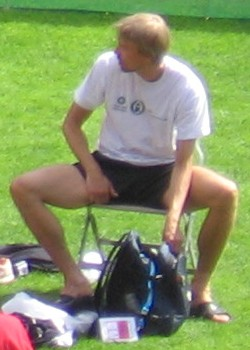
Johan Meriluoto kam auf den neunten Platz

## Videolinks
- Men's Triple Jump European Champs Budapest August 1998, youtube.com, abgerufen am 9. Januar 2023
- Jonathan Edwards Triple Jump 17.99m Budapest 1998, youtube.com, abgerufen am 9. Januar 2023